# Kiss Ernő (játékvezető)
Kiss Ernő (Budapest, 1900. – Berlin, 1967. szeptember 7.) magyar nemzeti labdarúgó-játékvezető. Teljes neve Kiss M. Ernő.

## Pályafutása
Játékvezetésből Budapesten vizsgázott. A Budapesti Labdarúgó Alszövetség (BLASz) keretében a Menekültek SE csapat-játékvezetőjeként szolgált. Az MLSZ BT minősítésével 1934-től NB II-es, majd 1939-től az NB I-es III. fokú bíró. A nemzeti játékvezetéstől 1944-ben visszavonult. NB I-es mérkőzéseinek száma: 52. Vezetett kupadöntők száma: 1.
| Időpont          | Helyszín                         | Mérkőzés típusa          | Mérkőzés                   | Eredmény | Nézők száma |
| ---------------- | -------------------------------- | ------------------------ | -------------------------- | -------- | ----------- |
| 1939. június 25. | Mező utca, BEAC-pálya, Budapest  | első NB I-es mérkőzése   | Budafok FC–Szolnoki MÁV FC | 3 – 1    | 300         |
| 1944. október 1. | Kőbánya út, GANZ-pálya, Budapest | utolsó NB I-es mérkőzése | GANZ–Elektromos SE         | 1 – 3    | 1000        |

Az MLSZ JB küldésére vezette a kupadöntőt.
| Időpont          | Helyszín                        | Mérkőzés típusa | Mérkőzés                     | Eredmény | Nézők száma |
| ---------------- | ------------------------------- | --------------- | ---------------------------- | -------- | ----------- |
| 1943. június 27. | Hungária krt. Stadion, Budapest | döntő           | Ferencváros–Salgótarjáni BTC | 3 – 0    | 20 000      |

A Magyar Labdarúgó-szövetség a Magyar Futballbírák Testülete (JT) felterjesztésére nevezte nemzetközi játékvezetőnek. A Nemzetközi Labdarúgó-szövetség (FIFA) 1940-től tartotta nyilván bírói keretében. Egy nemzetek közötti válogatott mérkőzést vezetett. Több nemzetek közötti válogatott, valamint a klubmérkőzésen működő társának partbíróként segített. A nemzetközi játékvezetéstől 1940-ben búcsúzott. Európában a legtöbb válogatott mérkőzést vezetők rangsorában többed magával, 1 (1940. október 20.–1940. október 20.) találkozóval tartják nyilván.
| Időpont           | Helyszín                                     | Mérkőzés típusa | Mérkőzés             | Eredmény | Nézők száma |
| ----------------- | -------------------------------------------- | --------------- | -------------------- | -------- | ----------- |
| 1940. október 20. | Urban Bezirkssportanlage Grünwalder, München | felkészülési    | Németország–Bulgária | 7 – 3    | 30 000      |

## Külső hivatkozások
- Kiss Ernó. worldreferee.com. [2016. augusztus 21-i dátummal az eredetiből archiválva]. (Hozzáférés: 2016. február 29.)
- Kiss M. Ernő. magyarfutball.hu. (Hozzáférés: 2013. július 3.)
- Kiss Ernó. nela.hu. (Hozzáférés: 2016. február 29.)
- Kiss Ernó. eu-football.info. (Hozzáférés: 2016. február 29.)